# Baumspiegel

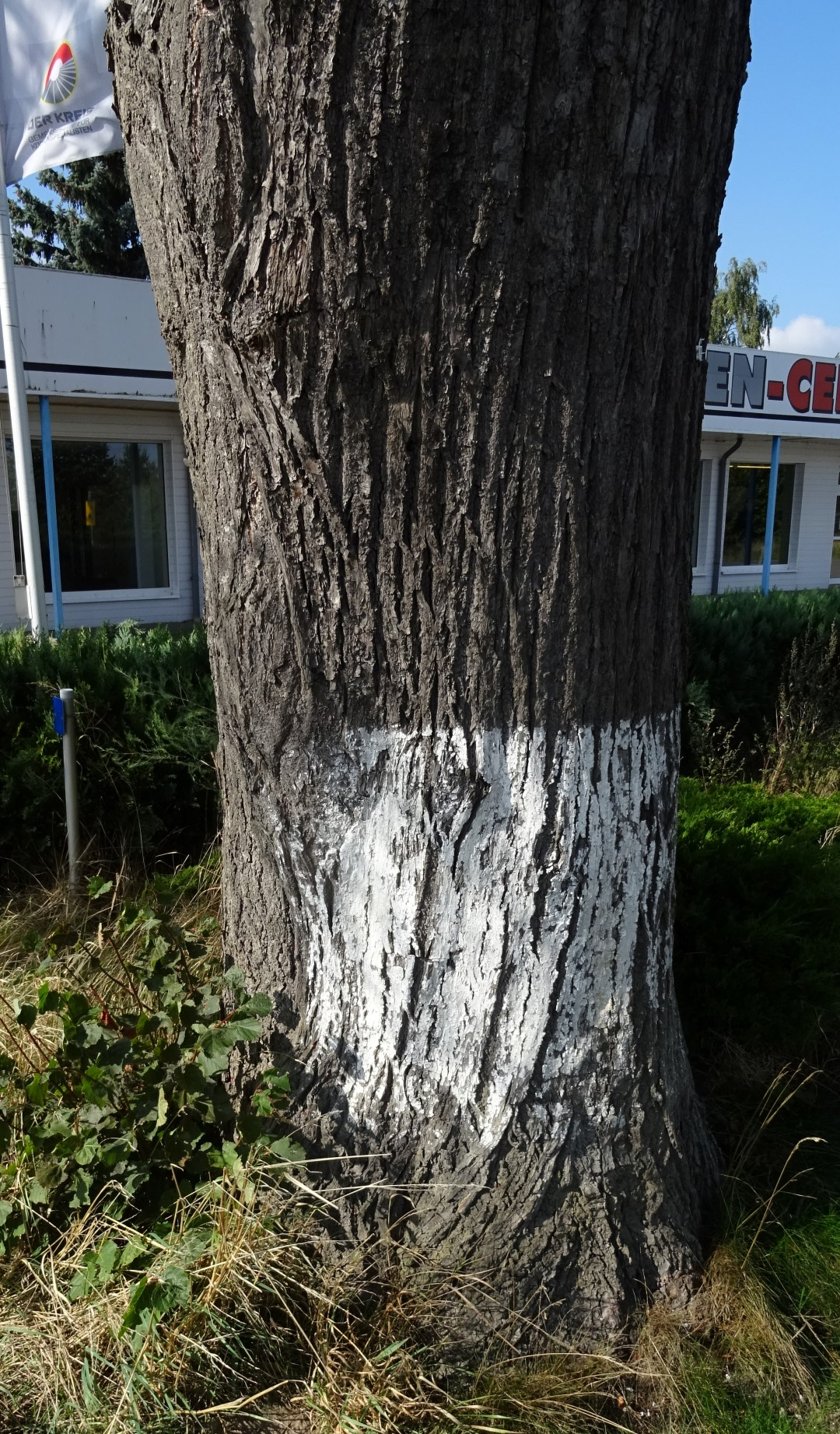
Ein älterer Baumspiegel in Friedland

Baumspiegel sind in Deutschland weiße Markierungen an der Rinde von Bäumen an Straßenrändern. Sie sollen dem Verkehrsteilnehmer den Straßenverlauf verdeutlichen oder auf einen in den Lichtraum hineinragenden Baum hinweisen. Auf diese Weise sollen Unfälle mit Bäumen verhindert werden. Baumspiegel dienen nicht nur der Verkehrssicherheit, sondern auch dem Erhalt wertvoller Straßenbaumbestände.
Die Anbringung und regelmäßige Erneuerung der Baumspiegel mit weißer Farbe ist Aufgabe des Straßenbaulastträgers und wird in der Regel durch die zuständige Straßenmeisterei durchgeführt.
Die Verwendung der Baumspiegel geht seit einigen Jahren zurück (Stand 2012), da die Wirksamkeit in Frage gestellt wird und die Kosten für Anbringung und Erneuerung vergleichsweise hoch sind. Bauliche Maßnahmen, wie etwa der Einbau von Schutzplanken, sind dagegen deutlich wirksamer.